# Primula cortusoides
Primula cortusoides är en viveväxtart som beskrevs av Carl von Linné. Primula cortusoides ingår i släktet vivor, och familjen viveväxter. Inga underarter finns listade i Catalogue of Life.

## Bildgalleri

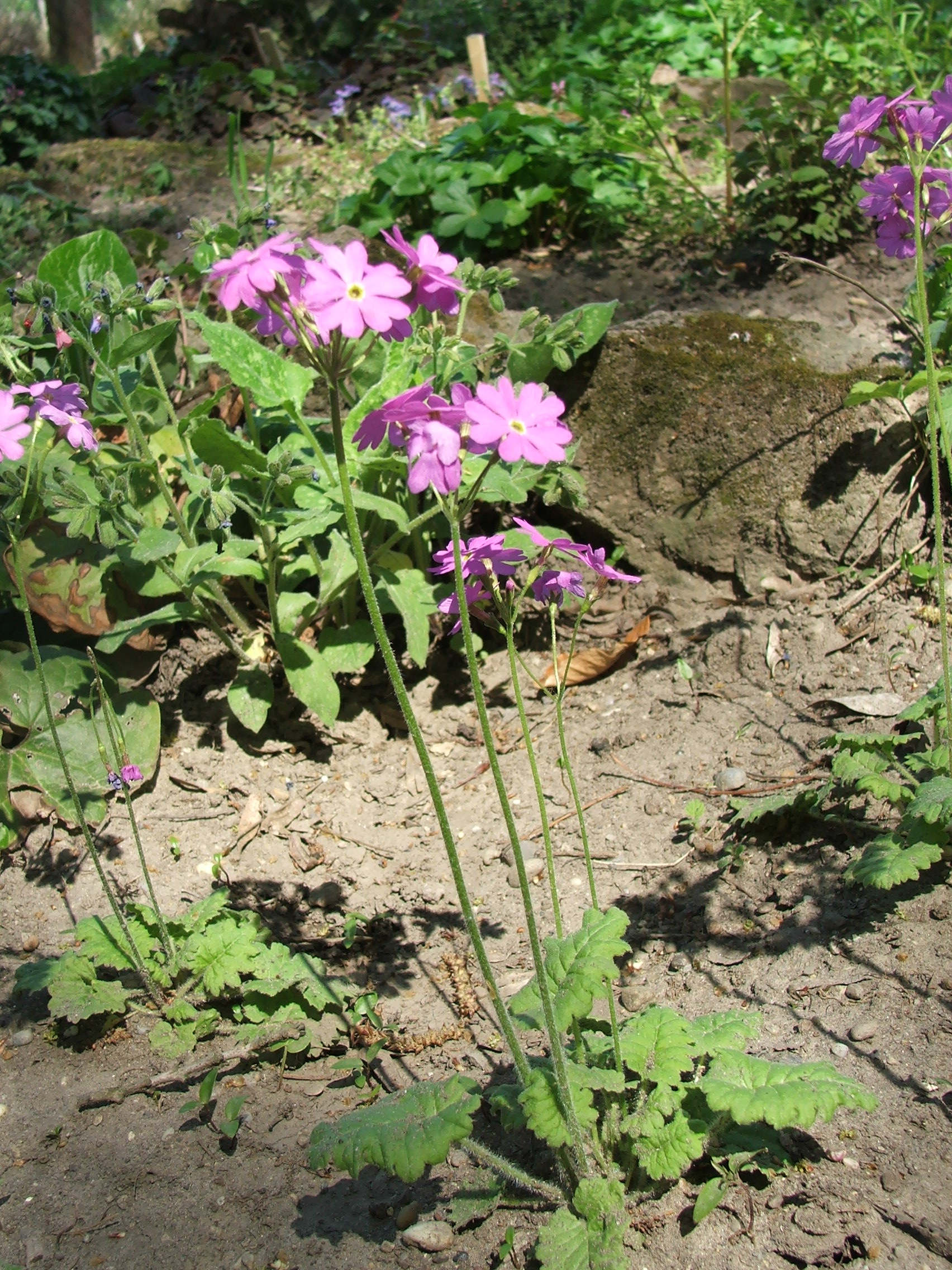
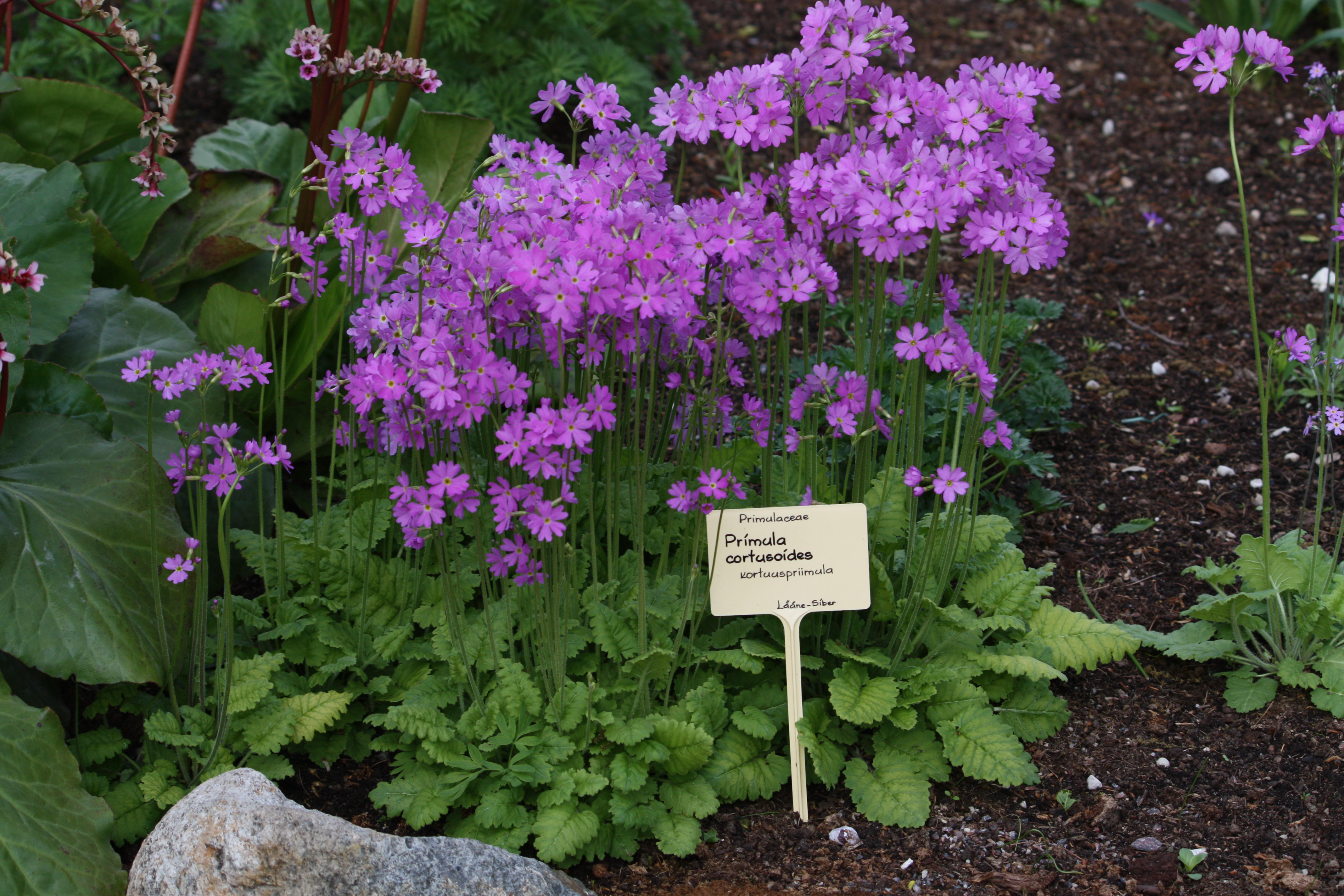
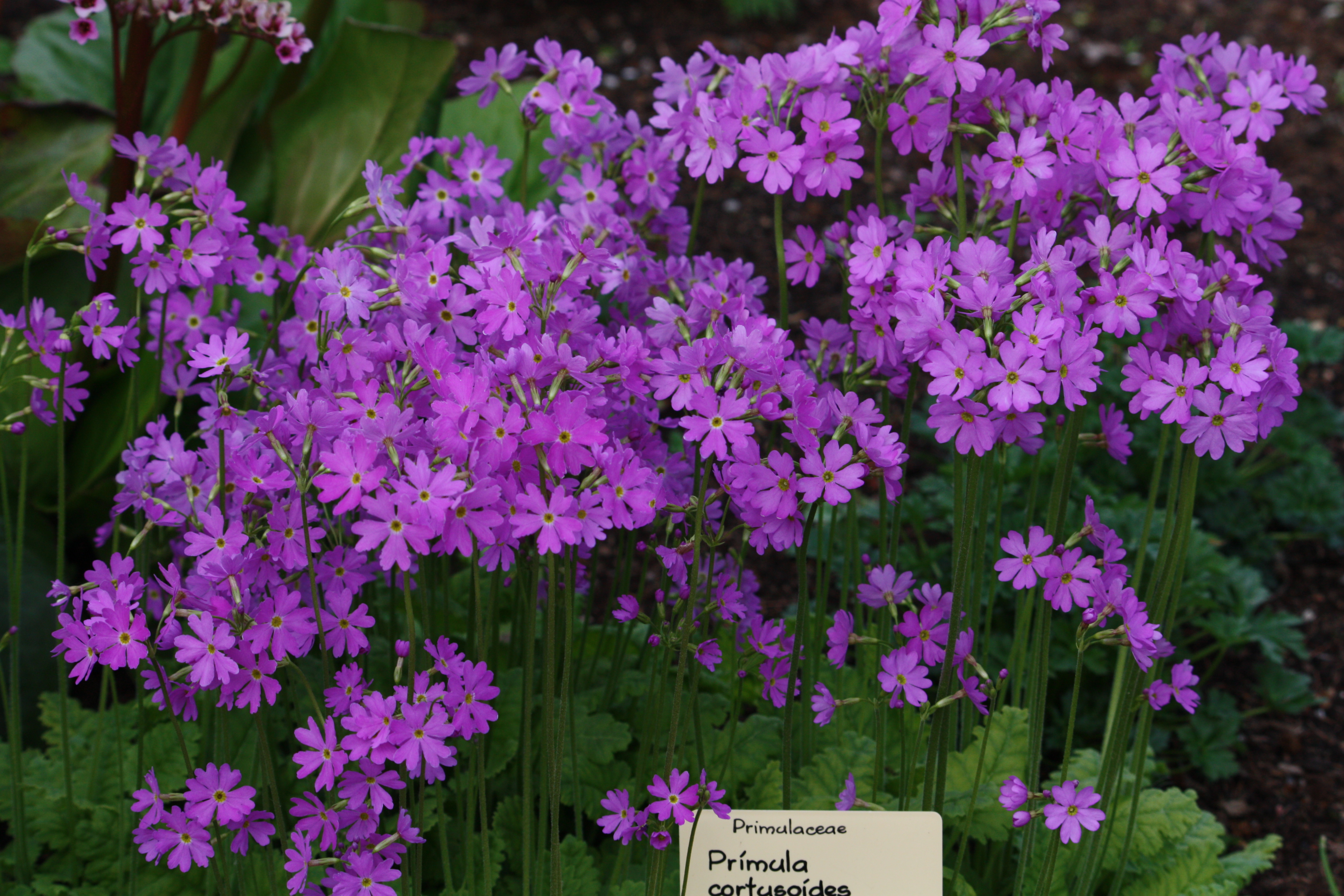
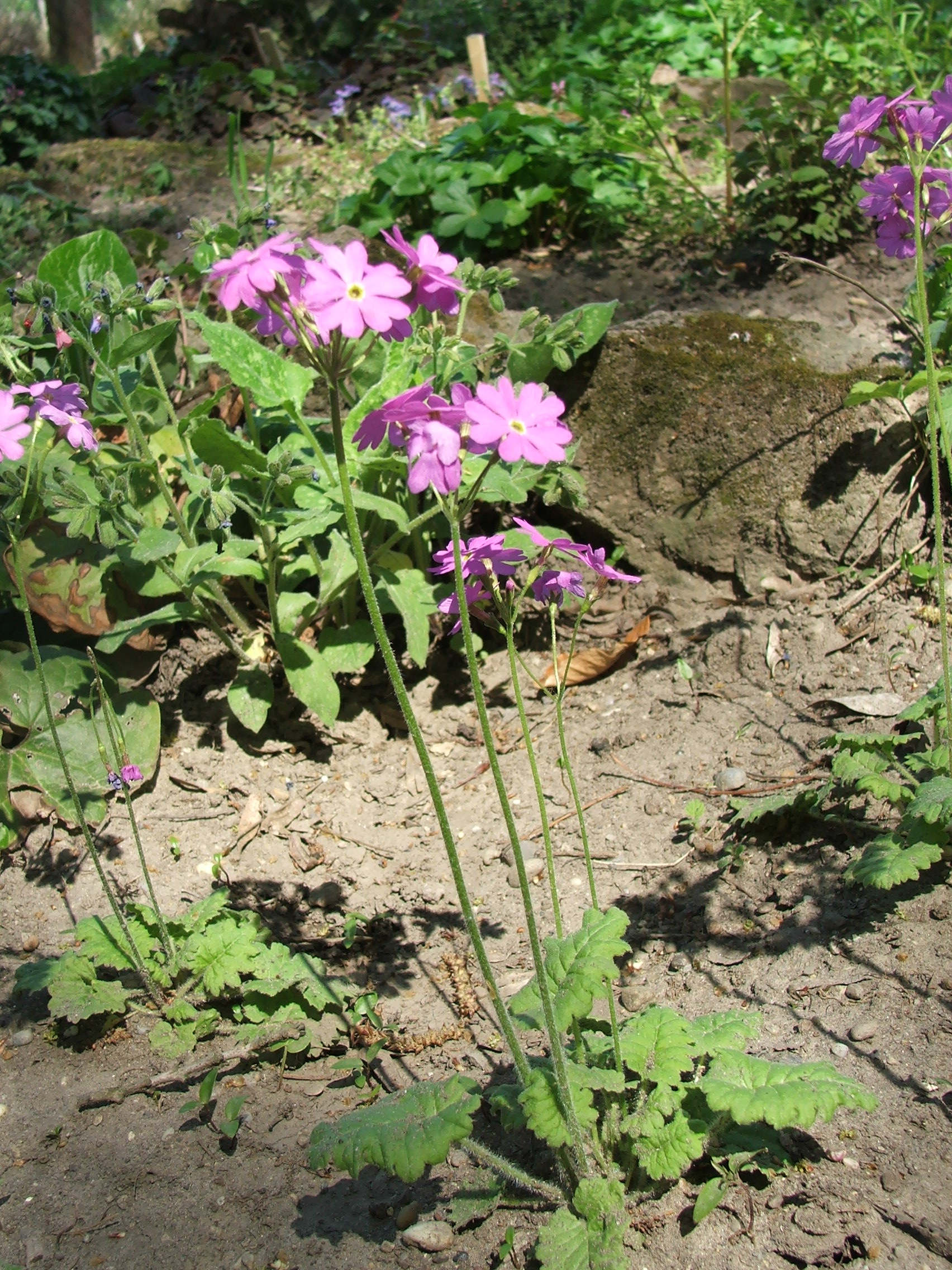